# Medalha Frink
A Medalha Frink (em inglês:  Frink Medal for British Zoologists) é concedida pela Sociedade Zoológica de Londres (em inglês:  Zoological Society of London - ZSL) "por contribuições significantes e originais de um zoologista profissional para o desenvolvimento da zoologia."  Consiste em uma placa de bronze (76 por 83 milímetros), retratando um bisão e esculpida pela escultora britânica Elisabeth Frink. A Medalha Frink foi instituída em 1973 e entregue a primeira vez em 1974.

## Recipientes
Fonte: ZSL
- 1973 Julian Huxley[4][5][n 2]
- 1974 John Zachary Young[6][n 3]
- 1975 Alastair Graham[7][8][9][n 4]
- 1976 Ernest James William Barrington[7][10]
- 1977 Sidnie Manton[7][11]
- 1978 Vincent Wigglesworth[7][12][n 5]
- 1979 Vero Copner Wynne-Edwards[7][13][14][n 6]
- 1980 William Homan Thorpe[7][15][16]
- 1981 James Eric Smith[7][17]
- 1982 James Munro Dodd[7][18]
- 1983 Geoffrey Fryer[7][19]
- 1984 Cyril Garnham[7][20][n 7]
- 1985 James Desmond Smyth[7][21][n 8]
- 1986 Vera Fretter[7][22]
- 1987 Eric James Denton[7][23]
- 1988 Arthur Cain[7][24][n 9]
- 1989 John Maynard Smith[7][25][26][n 10]
- 1990 William Donald Hamilton[7][27][28][n 11]
- 1991 Robert Hinde[7][29][n 12]
- 1992 Brian Follett[7][30][n 13]
- 1993 Roy Malcolm Anderson[7][31]
- 1994 Michael Francis Land[7][32]
- 1995 Robert May[7]
- 1996 John Richard Krebs[7][33][n 14]
- 1997 Timothy Hugh Clutton-Brock[7][34][n 15]
- 1998 John Hartley Lawton[7]
- 1999 Linda Partridge[7][35][n 16]
- 2000 Richard Fortey[7][36][n 17]
- 2001 Nicholas Barry Davies[7][37]
- 2002 Michael Hassell[7]
- 2003 Quentin Bone[7]
- 2004 Malcolm Burrows[7][38][n 18]
- 2005 Geoffrey Alan Parker[7][39]
- 2006 Brian Charlesworth[7]
- 2007 Thomas Cavalier-Smith[7][40][n 19]
- 2008 Christopher Stringer[7][41][n 20]
- 2009 Charles Godfray[7][42][n 21]
- 2010 Ziheng Yang[7]
- 2011 Paul H. Harvey[7][43]
- 2012 Georgina Mace[7][44]
- 2013 Michael Akam[7][2]
- 2014 Patrick Bateson[45][n 22]
- 2015 Peter Holland[46]